# Crinum moorei
Crinum moorei Hook.f. è una pianta bulbosa appartenente alla famiglia delle Amarillidacee, endemica del Sudafrica.

## Galleria d'immagini

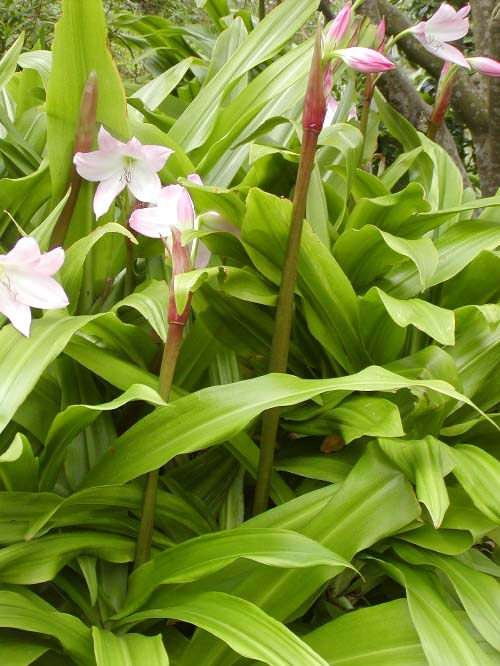
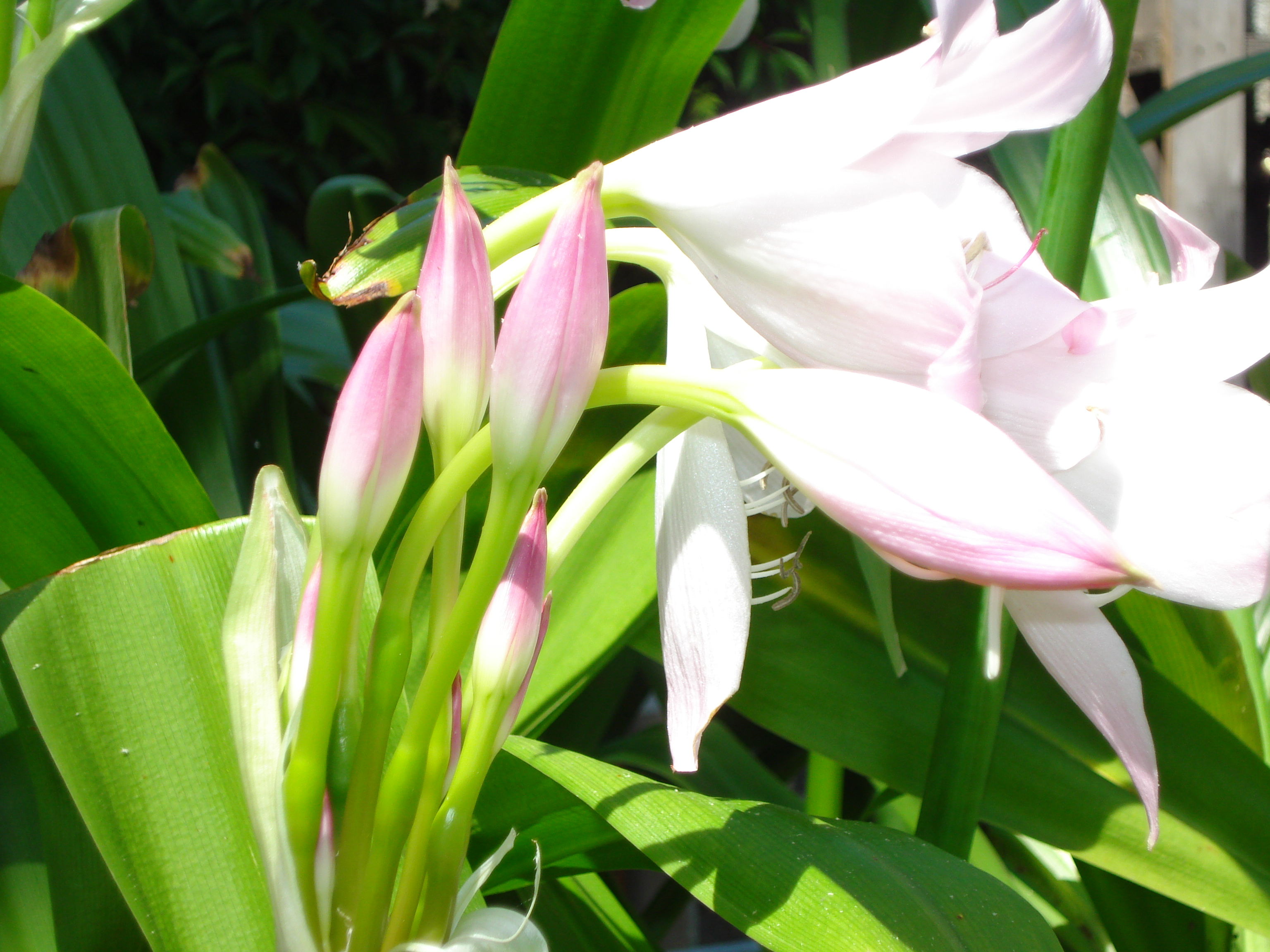
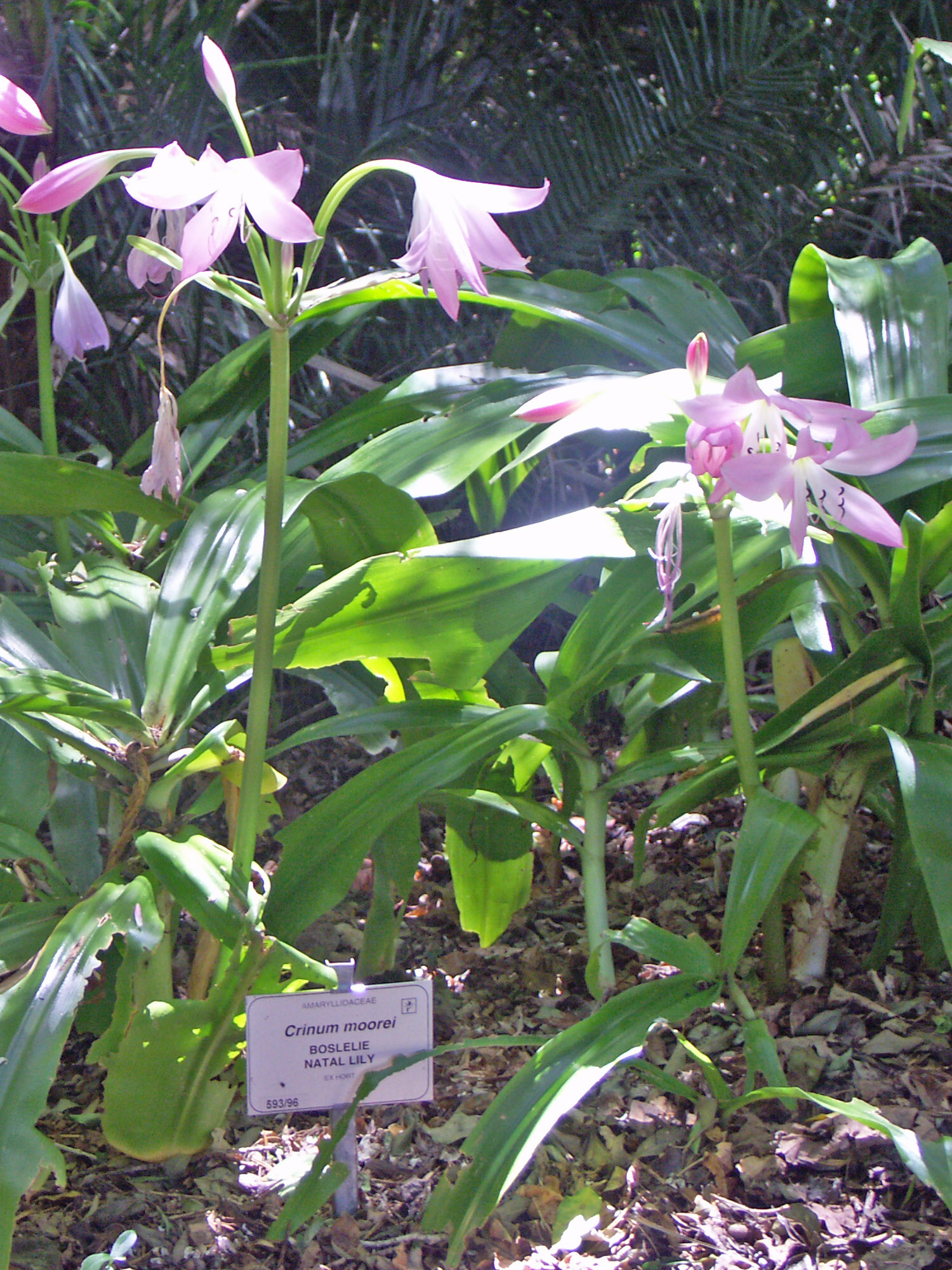
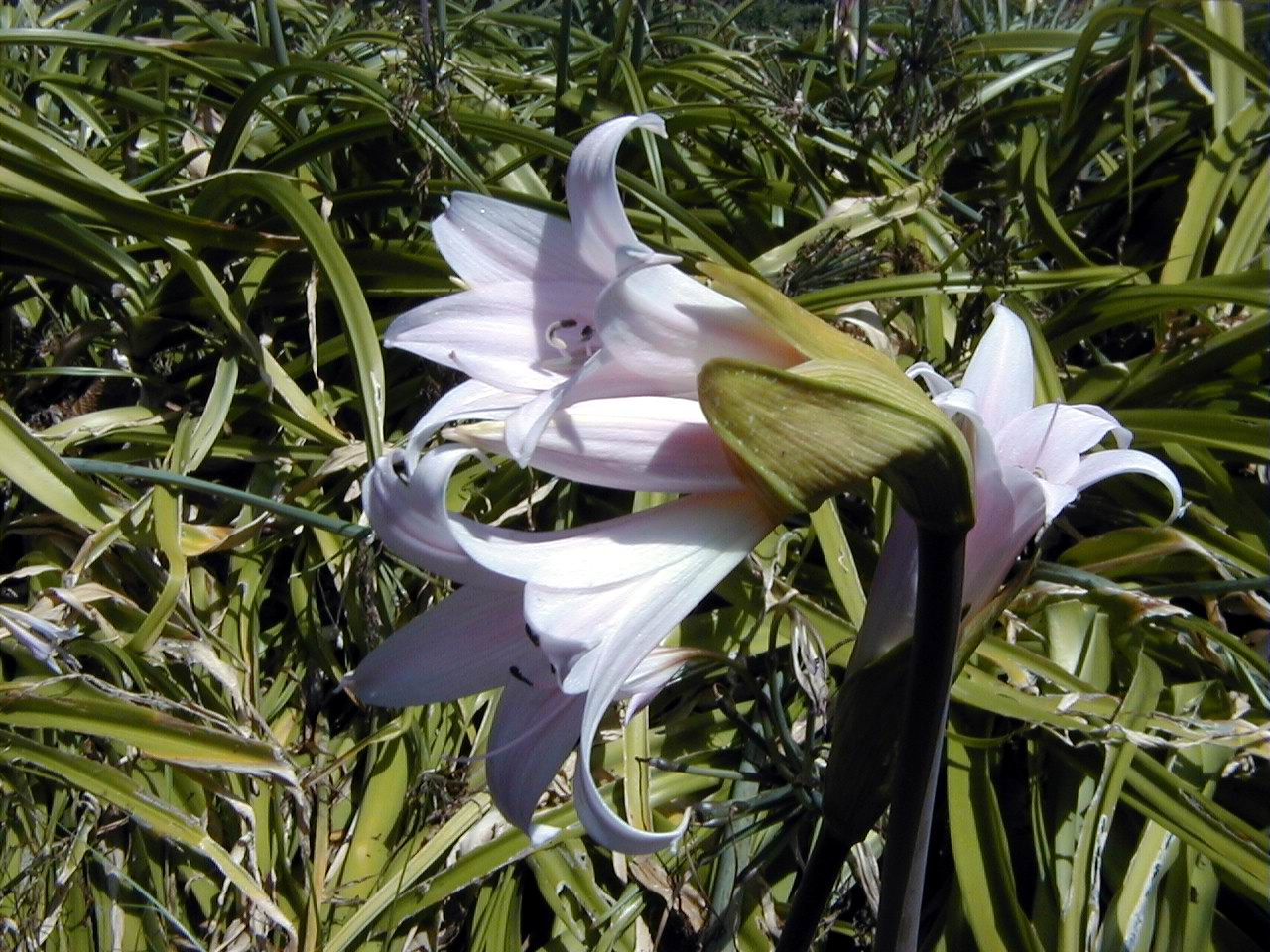

## Descrizione
La pianta ha un bulbo molto grande e sferico, ha le foglie ispide che durano quasi tutto l'anno, mentre i fiori sono di colore rosa o bianco.